# Timbolasi
Timbolasi is een bestuurslaag in het regentschap Bungo van de provincie Jambi, Indonesië. Timbolasi telt 1057 inwoners (volkstelling 2010).